# Anairetes alpinus
A hamuszínmellű cinegetirannusz a madarak (Aves) osztályának verébalakúak (Passeriformes) rendjébe és a királygébicsfélék (Tyrannidae) családjába tartozó faj.

## Rendszerezése
A fajt Melbourne Armstrong Carriker amerikai ornitológus írta le 1933-ban, a Yanacea nembe Yanacea alpina néven.

## Alfajai
- Anairetes alpinus alpinus (Carriker, 1933)
- Anairetes alpinus bolivianus (Carriker, 1936)[2]

## Előfordulása
Dél-Amerikában, az Andokban, Bolívia és Peru területén honos. Természetes élőhelyei a szubtrópusi és trópusi hegyi esőerdők. Állandó, nem vonuló faj.

## Megjelenése
Testhossza 13 centiméter, testtömege 9-10 gramm.

## Életmódja
Gerinctelenekkel táplálkozik.

## Természetvédelmi helyzete
Az elterjedési területe még nagy, de folyamatosan csökken, egyedszáma 150-700 példány közötti és szintén csökken. A Természetvédelmi Világszövetség Vörös listáján veszélyeztetett fajként szerepel.